# Силвейра Гомес, Игор
И́гор Силве́йра Го́мес (порт.-браз. Igor Silveira Gomes; родился 17 марта 1999, Сан-Жозе-ду-Риу-Прету) — бразильский футболист, полузащитник клуба «Атлетико Минейро».

## Клубная карьера
Уроженец Сан-Жозе-ду-Риу-Прету, Игор начал футбольную карьеру в молодёжных командах клубов «Америка (Сан-Жозе-ду-Риу-Прету)» и «Танаби». В возрасте 14 лет стал игроком футбольной академии клуба «Сан-Паулу». В начале 2016 года был переведён в команду до 17 лет, а к концу года — в команду до 20 лет. В 2018 году в составе резервной команды «Сан-Паулу» выиграл молодёжный Кубок Бразилии. 11 сентября 2018 года продлил свой контракт с клубом до 2023 года.
26 сентября 2018 года Антони, Элиньо и Игор Гомес были переведены в первую команду «Сан-Паулу». 26 ноября 2018 года Игор дебютировал в основном составе «трёхцветных», выйдя на замену в матче против «Спорт Ресифи».
В январе 2023 года перешёл в клуб «Атлетико Минейро».

## Карьера в сборной
В составе сборной Бразилии до 20 лет Игор выступил на чемпионате Южной Америки, сыграв восемь матчей. Согласно сообщениям прессы, за его выступлениями на турнире следили скауты амстердамского «Аякса».